# 中国三大悪女
中国三大悪女（ちゅうごくさんだいあくじょ）とは中国の歴史上において特に国を陥れたとされる3人の女性のこと。

## 概要
以下の4人のうち3人を指す場合が多い。ただし、妲己については実在した人物であるかどうか疑わしいと言われている。
- 妲己
- 呂雉（呂后）
- 武則天（則天武后）
- 西太后

これに毛沢東夫人の江青を加えて中国四大悪女と呼ぶ向きもある。